# Sô-Ava
Sô-Ava es una comuna beninesa perteneciente al departamento de Atlantique.
En 2013 tiene 118 547 habitantes, de los cuales 13 347 viven en el arrondissement de Sô-Ava.
Se ubica en la orilla septentrional del lago Nokoué.

## Subdivisiones
Comprende los siguientes arrondissements:
- Ahomey-Lokpo
- Dékanmey
- Ganvié I
- Ganvié II
- Houédo-Aguékon
- Sô-Ava
- Vekky